# کریستین رامیرز (بازیکن فوتبال آرژانتینی)
کریستین رامیرز (انگلیسی: Cristian Ramírez؛ زادهٔ ۲۹ مارس ۱۹۹۵) بازیکن فوتبال اهل آرژانتین است.
از باشگاه‌هایی که در آن بازی کرده‌است می‌توان به باشگاه فوتبال لانوس اشاره کرد.